# Nagyigmánd
Nagyigmánd nagyközség Komárom-Esztergom vármegyében, a Komáromi járásban.

## Fekvése
A Kisalföld keleti szegletében helyezkedik el. Kifejezetten kedvező közlekedési kapcsolatokkal rendelkező település, hiszen súrolja az egyik autópálya, keresztülhalad rajta egy két számjegyű főút, a szomszédos kisebb településekkel pedig további hat irányban vannak jó minőségű közúti kapcsolatai.

### Megközelítése
Legfontosabb közúti megközelítési útvonala az M1-es autópálya, amely ugyan nem lépi át a közigazgatási határát, de attól alig 1 kilométernyi (központjától 5 kilométernyi) távolságban húzódik, összekötve a térséget úgy Budapesttel, mint Győrrel és tovább Ausztriával. A sztrádáról a 13-as főútra lehajtva jutunk el Nagyigmándra, ezen érhető el északi irányból Komárom, déli irányból pedig Kisbér felől is.
Központján az a 8136-os út halad át, amely Tata és Győr térségét köti össze a köztük fekvő kisebb települések feltárásával. Más környező települések közül Szákszenddel a 8144-es út, Tárkánnyal és Ászárral a 8146-os út, Áccsal a 8147-es út köti össze, a Kisigmánd központjába pedig 81 136-os út vezet innen.
A hazai vasútvonalak közül a Székesfehérvár–Komárom-vasútvonal érinti, amelynek egy megállási pontja van itt: Nagyigmánd-Bábolna vasútállomás a belterület nyugati szélén helyezkedik el, a 8136-os és 8146-os utak vasúti keresztezései között, közúti elérését az előbbiből délnek kiágazó 81 328-as számú mellékút biztosítja.

## Története
Nagyigmánd elnevezése a német Wigman személynévből ered, mely egykori tulajdonosára, a Gizella királynéval ideérkezett bajor lovagok egyikére utal. Legkorábbi okleveles említése 1233-ból származik.
1241-ben a tatárok elpusztították, de 1257-ben már királyi udvarnokok laktak a területén. 1332-ben Károly Róbert király Tamás csókakői várnagynak adományozta. Az 1400-as évek elején a Zichyek tartottak igényt a falura. A 15. század közepén pedig már a Hédervári család volt itt a birtokos. 1526-ban Bakith Pál és testvérei kapták királyi adományként.
A török a szomszédos Csanak és Csicsó településekkel együtt többször is elpusztította, így elnéptelenedett és csak nehezen települt be újra. A török korban elpusztult Csanak falu nevét őrzi Kiscsanak-puszta.

1676-ban a Ghyczyek is birtokosok lettek a településen, majd a 17. század végén a gesztesi uradalommal együtt ez is az Esterházy család birtokába került.
A szabadságharc alatt Haynau Igmándon rendezte be főhadiszállását.
1862-ben Schmidthauer Antal komáromi gyógyszerész a csicsói legelőn rátalált a világhírű Igmándi keserűvíz első forrására. A Komáromban palackozott keserűvízzel Nagyigmánd országos hírnévre tett szert.
1908-ban létesült a községben az egyedüli gőzmalom; a Halom-malom.

## Külterületei

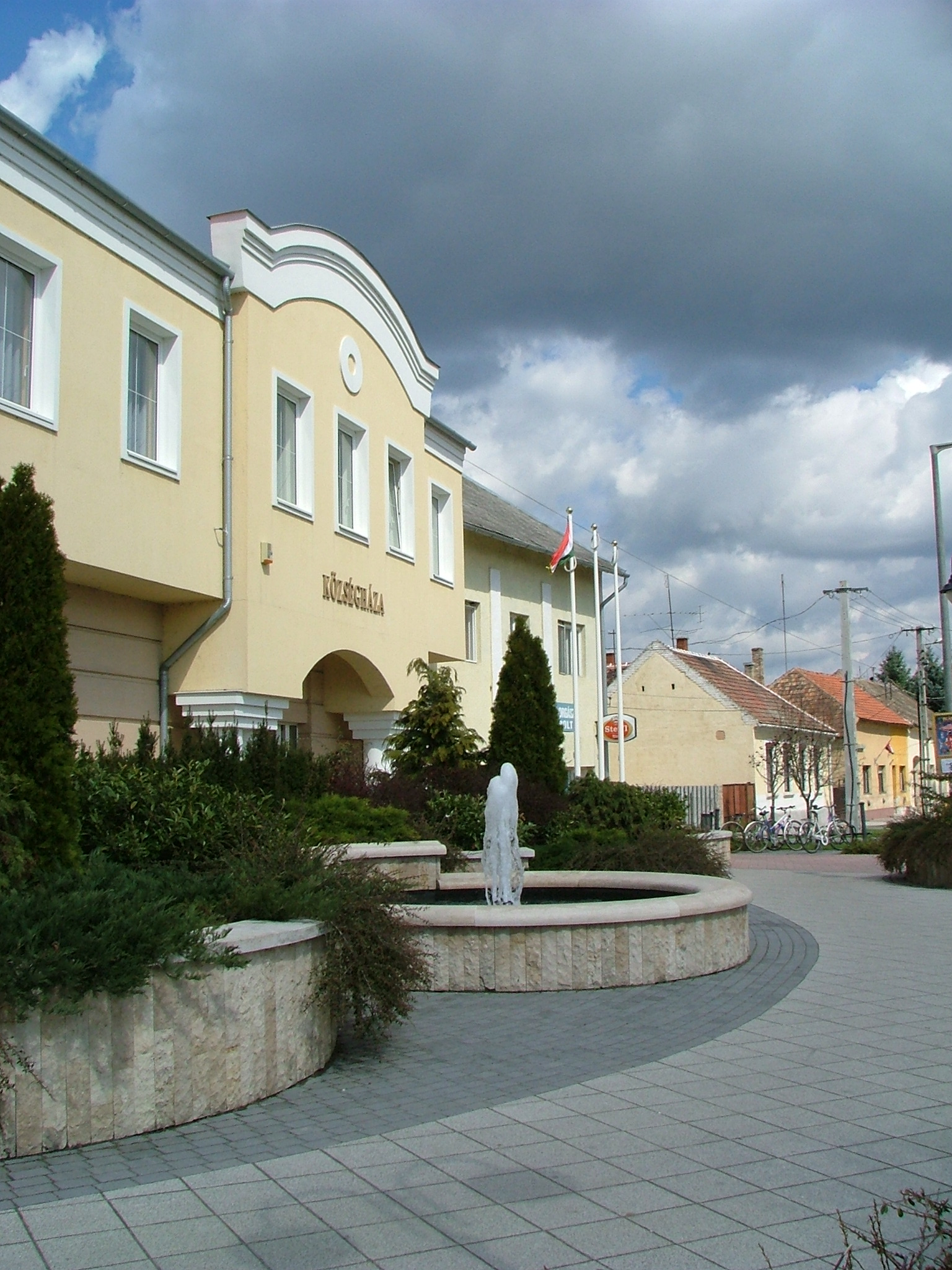
A községháza

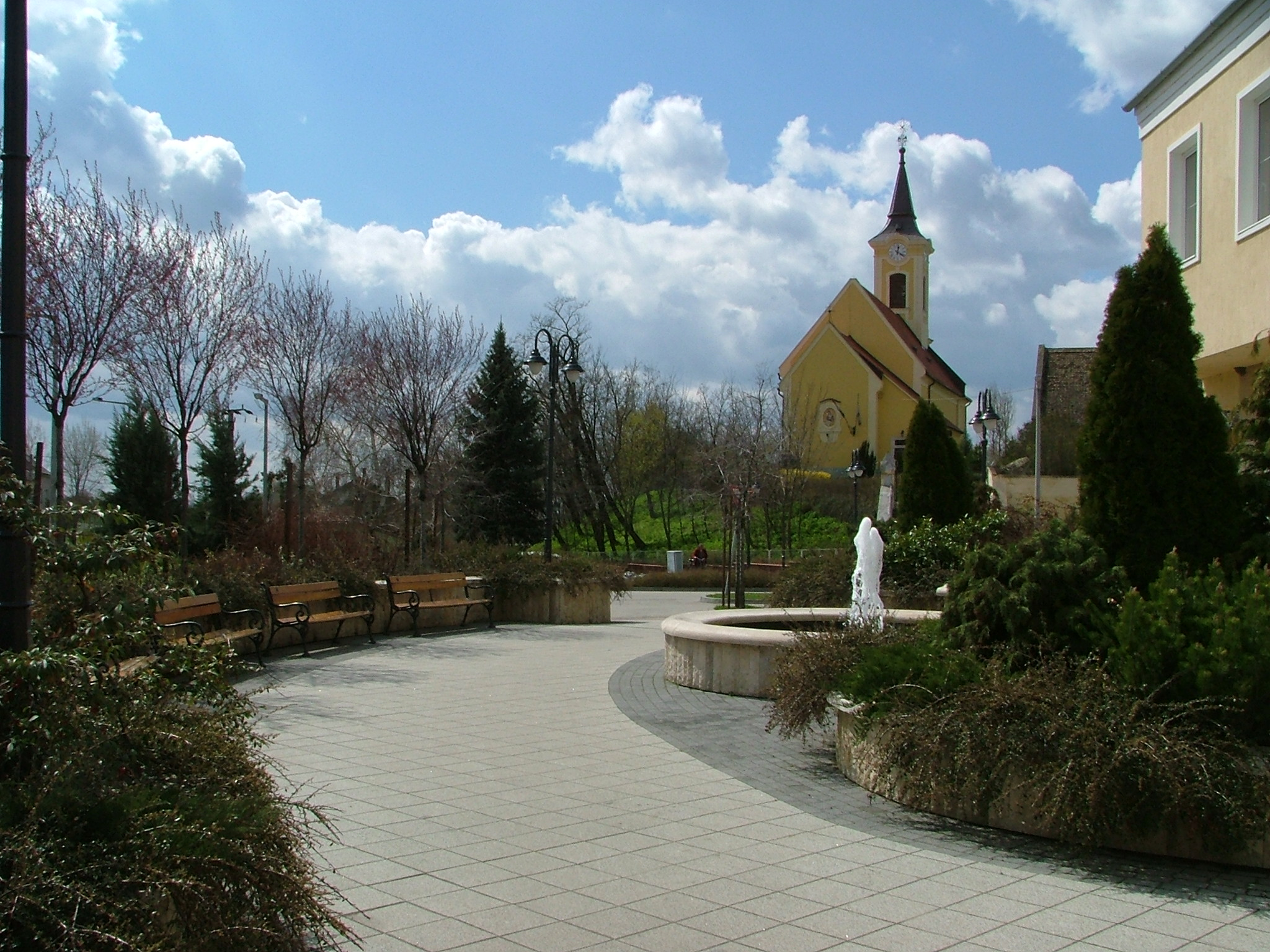
Nagyigmánd központjában

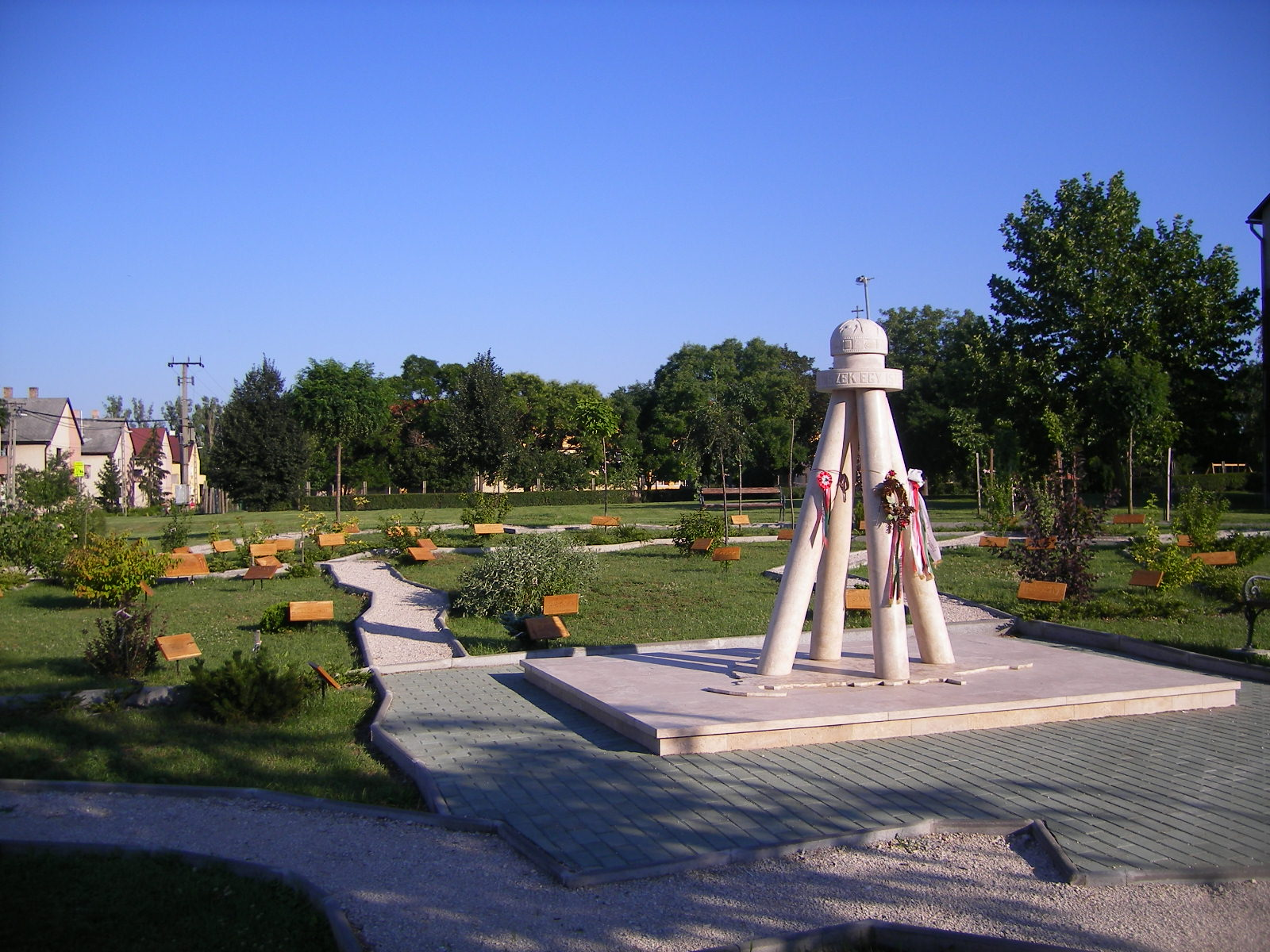
Emlékmű a faluközpontban

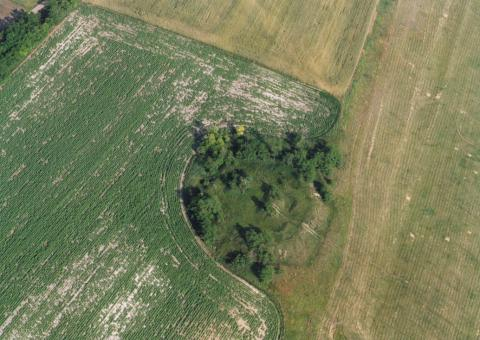
A földvár légi felvételen

### Bóday-puszta
A Bóday (Boday) család 1718-ban kapott Bóday Mihály révén nemesi címet. A nemes Bóday família már a 19. század első felében tagja volt a szentmihálypusztai nemesi közbirtokosságnak. A Bódayak is a vármegyei hivatalviselő nemesi réteghez tartoztak:Bóday János 1824-ben főszolgabírói posztot töltött be Komárom vármegyénél, Bóday Dénes pedig a vármegye egyik utolsó táblabírája volt. Az 1898-ban legtöbb adót fizető nagy- és kisigmándi lakosok listáján Bóday Lajos kisigmándi földbirtokos a 3. volt, minden bizonnyal ő emeltette a historizáló (eklektikus) stílusú bódaypusztai kúriát az 1900-as évek táján. Az épület utolsó tulajdonosa dr. Bóday László, ügyvéd volt. Az épületet 1951-ben kisajátították, a Bódayak ekkor hagyták el a pusztát.
Később a Tatai Parkerdőgazdaság kapta meg a kisajátított épületet, amely később szolgálati lakásokat alakított ki falai között. A rendszerváltozás táján a Tatai Parkerdő Rt. eladta a kúriát jelenlegi tulajdonosának. Az épületben napjainkban két lakás található.

### Milkovics-Melkovicspuszta
A hagyomány szerint Szentmihálypuszta egyik közbirtokos nemesi családja, a méhkerti Milkovics família Dalmáciából származik, János nevű tagja 1606-ban kapott címeres nemeslevelet fiaival, Jánossal és Györggyel együtt.
A milkovicspusztai kúriát a hagyomány szerint Milkovics Zsigmond emeltette 1640 körül klasszicista stílusban. A 20. század elején már inkább üdülőnek használta a küriát a Milkovics família, majd eladta azt a földbirtokokkal együtt a giczi-,assa- és ablanczkürthi Ghyczy családnak. Egészen a kisajátításig a Ghyczyek tulajdonát képezte az épület. 1945 után a Szőkepusztai Állami Gazdaságé lett az épült, melynek falai között szolgálati lakásokat helyeztek el. A rendszerváltozás után a Komáromi Mezőgazdasági Rt. tulajdonába került a puszta, a kúria ma is lakóházként szolgál. A major egykori magtára máig megvan, a kúria kertjének egy része is látható még.

### Thalypuszta
A széchy-szigeti thaly család Pozsony vármegyei eredetű, nevüket az ottani Máratál (Mária-Thal, Marienthal) helységről vették. A mohácsi vészt követően – mivel a család a református vallásra tért át, és Szapolyai János királyt támogatta – a máratáli barátok elűzték őket ősi birtokaikról, ekkor költözött a família Komárom vármegyébe.
Itt Csépen, Szentmihálypusztán, Neszmélyen és (Rév)Komáromban szereztek birtokokat, e területeken kúriákat is építettek.

### Ghyczypuszta
Ghyczypuszta és a kúria jelenleg Nagyigmándhoz tartozik, egykor azonban a mára elpusztult Szentmihály faluhoz, majd a Kisigmándhoz kapcsolt Szentmihálypusztához tartozott területe. 1580 körül Kisigmánd és Szentmihálypuszta területén a Kincsy és a (galánthai és) nebojszai Balogh famíliák osztoztak, Balogh Ferenc lányát, Borát vette feleségül giczi-, assa- és ablanczkührthi Ghyczy Pál. Nagyigmándon 1676-ban lett a Ghyczy család birtokos, ezen birtokuk nagy része azonban a XVII. század végén a galánthai gróf Esterházy család birtokába került, a Ghyczyek viszont továbbra is birtokosok maradtak – az akkor Kisigmándhoz tartozó – Szentmihálypusztán.
Ezen a Pusztaszentmihálynak is nevezett területen Komárom vármegye nemességének egyik legerősebb, legtekintélyesebb bázisa alakult ki a nemesi közbirtokosoknak köszönhetően. Szentmihályon később hét puszta alakult ki, melyek birtokosaikról kapták nevüket, ezek a Bóday-, a Csejthey-, a Ghyczy-, a Milkovics-, a Thaly-, a Szarka- és a Baloghpuszták voltak. 1896-ban az országos millenniumi ünnepségek mellett szinte minden település tartott saját megemlékezést is. Így volt ez Szentmihálypusztán is, ahol a helyi birtokosok, a Bóday, a giczi, assa- és ablanczkürthi Ghyczy, a méhkerti Milkovics, és a széchy-szigeti Thaly családok tagjai – azaz Ghyczy Elemér, Milkovics Imre, Thaly Ferenc, Bóday Ferenc és Szarka Dénes - egy-egy fát ültettek a 7 vezér, valamint Árpád fejedelem emlékére. Az utóbbit jelképező fa gyökerei közé egy palackba rejtett üzenetet helyeztek el, melyben arra kérték ennek megtalálóját, ültessen azon helyre új fákat, s ezen írást tegye ismét a fa töve alá.
Ezek a közbirtokos nemesi családok idővel felépítették saját pusztáikon kúriáikat. Ezek közül a ghyczypusztai, a milkovicspusztai, a bódaypusztai, a thalypusztai és a kisigmánd-újpusztai áll, a szőkepusztait és két Ghyczy-kúriát viszont lebontottak.
A ghyczypusztai kúria elődjét az 1852-ben elhunyt Ghyczy János felesége emeltette 1855 körül, ez az épület három szobával rendelkezett, és inkább csak nyaranta használták. Ghyczyné második fia, Ghyczy Pál 1860-tól lakott a pusztán, a kúriát ő építtette ki ma látható formájában 1866-ban. Ghyczy Pál 1868-ban bekövetkezett halála után bátyjára, Józsefre szállt a kúria a Ghyczy-puszta.
A família az 1930-as évek elején az I. világháborúban elhunyt 31 igmándi katonának emlékművet készíttetett. Ezt a ghyczypusztai kúria közelében álló római katolikus kápolna mellett állították fel. A II. világháború idején Ghyczy Elemér eltűnt, a birtokot ekkor Ghyczy István örökölte, tőle vették el 1949-50-ben a ghyczypusztai kúriát.
Az épület ezután a Nagyigmándi Termelőszövetkezet kezelésébe került, amely hét kis méretű szolgálati lakást alakított ki benne. Később a Komáromi Mezőgazdasági Kombináté lett a kúria, amely 1985-ben teljesen fel lett újítva. Ez a helyreállítás azonban nem az eredeti állapotoknak megfelelően történt, a klinkertégla burkolatú falakat bevakolták. Az épületnek idegenforgalmi és vendéglátási célokat szántak, szabadidőházat szerettek volna berendezni falai között. A rendszerváltozás után magántulajdonba került a kúria, melyet 1997-ben ismét tataroztak. A felújított kastélyt ma német tulajdonosa használja. Gondozott parkjában tó terül el.

## Közélete

### Polgármesterei
- 1990–1994: Szijj Ferencné (független)[3]
- 1994–1998: Szijj Ferencné (független)[4]
- 1998–2002: Szijj Ferencné (FKgP)[5]
- 2002–2006: Szijj Ferencné (független)[6]
- 2006–2010: Szijj Ferencné (független)[7]
- 2010–2014: Hajduné Farkas Erika (független)[8]
- 2014–2019: Hajduné Farkas Erika (független)[9]
- 2019–2024: Hajduné Farkas Erika (független)[10]
- 2024– : Hajduné Farkas Erika (független)[1]

## Népesség
A település népességének változása:
| Lakosok száma | 3025 | 2982 | 2938 | 2827 | 2778 | 2702 | 2696 |
|               | 2013 | 2014 | 2015 | 2021 | 2022 | 2023 | 2024 |

A 2011-es népszámlálás során a lakosok 88,6%-a magyarnak, 0,4% cigánynak, 0,2% németnek mondta magát (11,2% nem nyilatkozott; a kettős identitások miatt a végösszeg nagyobb lehet 100%-nál). A vallási megoszlás a következő volt: római katolikus 38,7%, református 27,3%, evangélikus 0,5%, görögkatolikus 0,5%, felekezeten kívüli 10,2% (22,3% nem nyilatkozott).
2022-ben a lakosság 92,4%-a vallotta magát magyarnak, 0,4% németnek, 0,4% cigánynak, 0,1-0,1% románnak és szlováknak, 2% egyéb, nem hazai nemzetiségűnek (7,5% nem nyilatkozott; a kettős identitások miatt a végösszeg nagyobb lehet 100%-nál). Vallásuk szerint 28% volt római katolikus, 24,8% református, 0,9% görög katolikus, 0,4% evangélikus, 0,6% egyéb keresztény, 0,8% egyéb katolikus, 11,5% felekezeten kívüli (32,9% nem válaszolt).

## Nevezetességei
- Az "igmándi-víz" forrásai.
- Barokk stílusú római katolikus templom 1775-1777-ben;
- Barokk plébániaház 1749, tervezte: Fellner Jakab.

### Kúriák
- Thaly-kúria

Szabadon álló, földszintes, téglalap alaprajzú épület. Főhomlokzata 2V+A+(1+A+1)+3 osztású, középen rizalit lép ki a fal síkjából, felette timpanon látható kör világítóablakkal. A rizalit előtt terasz húzódik, melynek egykor pillérek által tartott vaskorlátja volt.
Hátsó homlokzata átalakított, két eredeti ablaka még látható. A jobb oldali oldalhomlokzat szintén átalakított, a bal oldalin két dupla ablak látható eredeti rácsozattal. A sarkok kváderes díszítésűek, a falak többi része sávozott. Belseje kéttraktusos elrendezésű. A kúria alatt húzódó pince ablakai a lábazatban nyílnak, a pinceajtó szegmensíves záródású.
- Melkovics-kúria

Szabadon álló, földszintes, U-alaprajzú, teljesen átalakított épület. Főhomlokzatán még látható néhány eredeti pilaszterfejezet és néhány szemöldökpárkány. Megmaradt két eredeti ablak és az egykori főbejárat előtt a ,,vörös márvány" padlóval és lépcsővel ellátott terasz. A hátsó homlokzaton két eredeti ajtó, a bal oldali homlokzaton egy eredeti ablak látható. A tetőgerinc vasból készült díszítése máig megmaradt. Az épült alatt boltozatos pince húzódik. A kúria mellett egy melléképület látható fadíszes oromzattal, ez egykor a "kisasszony fürdője" volt.
- Bóday-kúria

Szabadon álló, földszintes, U-alaprajzó épület. Főhomlokzatának két szélén erősen előreugró rizalitok húzódnak, ezeken két ablak látható. Közöttük, a homlokzati szakasz előtt fából ácsolt veranda húzódik, melyhez "vörös márvány" lépcső vezet fel. Mögötte három félköríves záródású, eredeti vasrácsod ajtó látható. A rácsos ablakok felett háromszög-szemöldök húzódik, néhány helyes nm megmaradt az ablakok eredeti zsalugátere. Bal oldali oldalhomlokzata A+V osztású (V=vak), az ajtó felett az eredeti vas előtető látható. A jobb oldali oldalhomlokzat V+2 osztású, itt is háromszög-szemöldökűek az ablakok. A hátsó homlokzat 1+2+1 tengelyes, középen jelzésszerűen kiemelkedő rizalit lép ki a fal síkjából. Az épület tetejének gerincén az eredeti fémdísz fut végig. Alatta pince húzódik
- Ghyczy-kastély

### Neves személyek
- A településen végezték ki 1849. július 12-én (Haynau utasítására) Mansbart Antal mártír csákberényi plébánost és Szikszay Jánost, a vértesi falu mártír református lelkészét.
- Pápay József nyelvészprofesszor 1873-ban született Nagyigmándon. Nevéhez fűződik többek között Reguly Antal hagyatékának feldolgozása. Többször járt Ázsiában, osztják nyelvrokonaink után kutatva. A Magyar Tudományos Akadémia tagja, a Debreceni Egyetem magyar és finnugor tanszékének professzora és a Magyar Néprajzi Társaság igazgató-választmányának tagja is volt.
- Harsányi Lajos papköltő (1883–1959). Barátjának, Ady Endrének unszolására jelenteti meg első verseskötetét 1908-ban, Új Vizeken címmel. Versei több nyelven is megjelentek. 1908 és 1947 között 15 verseskötetet adott ki, ezeken kívül megjelent még 7 regénye, 2 elbeszélés kötete, valamint egy operaszövegkönyvet és egy drámát is írt.
- Szentkúti Kis Károly lelkész, író; 1892-ben jelent meg Komáromban a Töredékek Nagy-Igmánd és vidéke múltjából című kézirata. Kiadatlan művét, a Krónikát az Országos Széchényi Könyvtár kézirattárában őrzik.
- Szijj Bálint kisgazdapárti politikus 1868-ban született Nagyigmándon. Később a Független Kisgazdapárt elnöke, 1927-től haláláig örökös felsőházi tag volt.
- Szamosi József író, költő, szerkesztő, 1912-ben született Nagysomkúton, de mivel még csecsemőkorában került Nagyigmándra, ezért Nagyigmándot tekinti szülőfalujának.
- Vendégh Sándor professzor Nagyigmándon született 1927. január 10-én. Az ELTE Bölcsészettudományi Karán 1953-tól 1956-ig adjunktus, a Bánki Donát Gépipari Technikum igazgatóhelyettese 1957-59-ig. 1959-től 1979-ig a Művelődési Minisztérium Szakoktatási Főosztályának vezetője. Bölcsészdoktor. 1973-1978 között a Magyar Tudományos Akadémia Pedagógia Bizottságának tagja, 1973-tól a művelődési miniszter által létrehozott Szakközépiskolai Tantervi Bizottság elnöke. 1967-től az újjáalakult Magyar Pedagógia Társaság országos elnökségének a tagja, a Szakképzési Szakosztály elnöke. 1977-től címzetes egyetemi tanár, 1979-től egyetemi nyilvános rendes tanára a Gödöllői Agrártudományi Egyetem Tanárképző Intézetének, a Pedagógia Tanszék vezetője. 1995-től alapító belső tagként vesz részt az ELTE pedagógia doktoriskola programjának kimunkálásában. Tudományos pályafutása során publikált önálló köteteinek száma húsz. Szakértőként vett részt és előadást tartott az UNESCO regionális konferenciáján Szófiában 1962-ben.
- Vendégh Ferenc közgazdász, agrármérnök, 1980-1982 között a mezőgazdasági és élelmezésügyi miniszter helyettese, 2008 óta A Magyar Kultúra Lovagja ugyancsak a településen született, 1927. november 27-én.

## Érdekességek
- Részben a településen játszódik a 2021-ben bemutatott Ítélet és kegyelem című történelmi filmdráma, mely elsősorban Csákberény község Haynau által itt kivégeztetett katolikus és református lelkészének állított emléket.

## Képtár

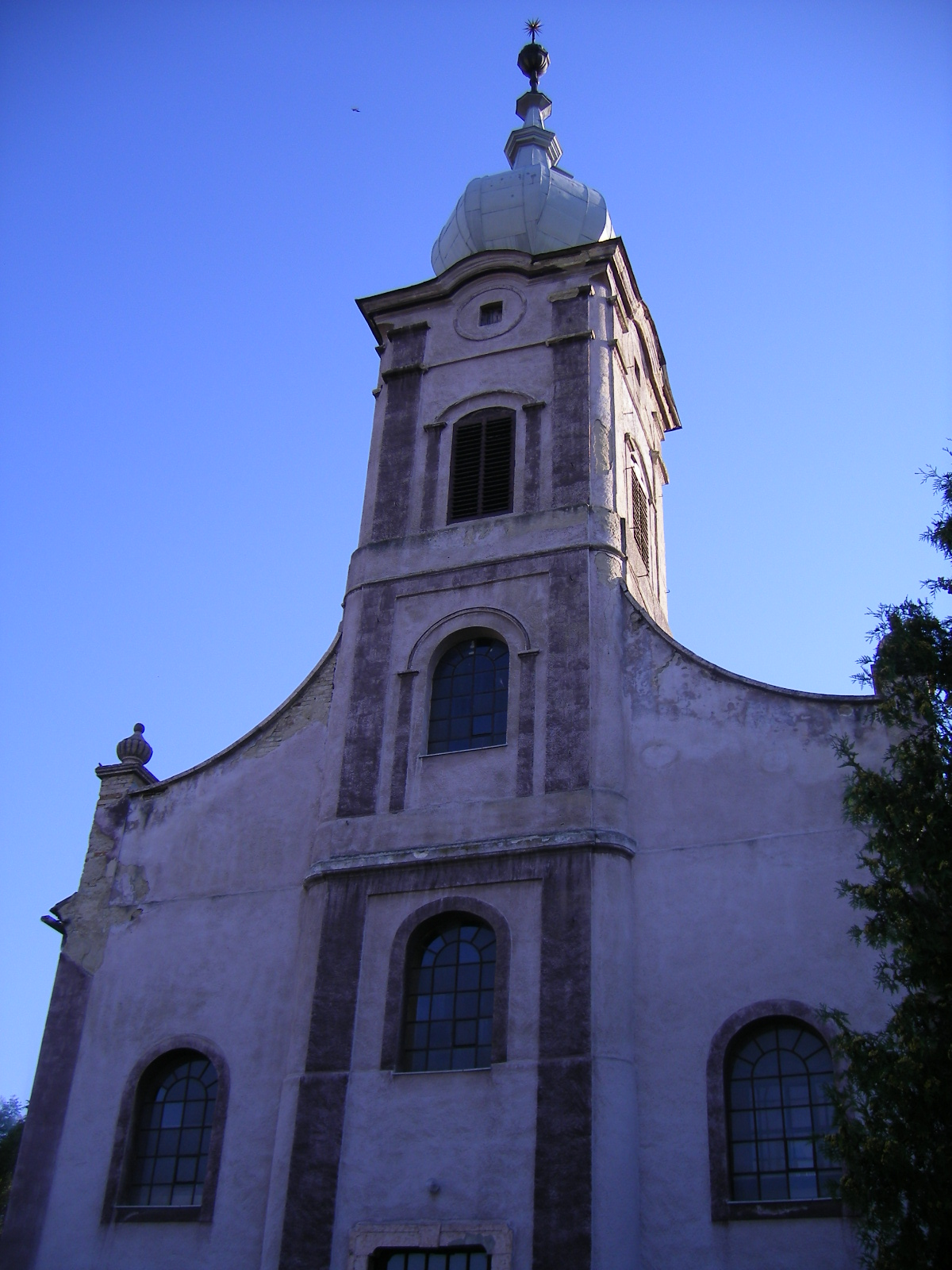
Református templom
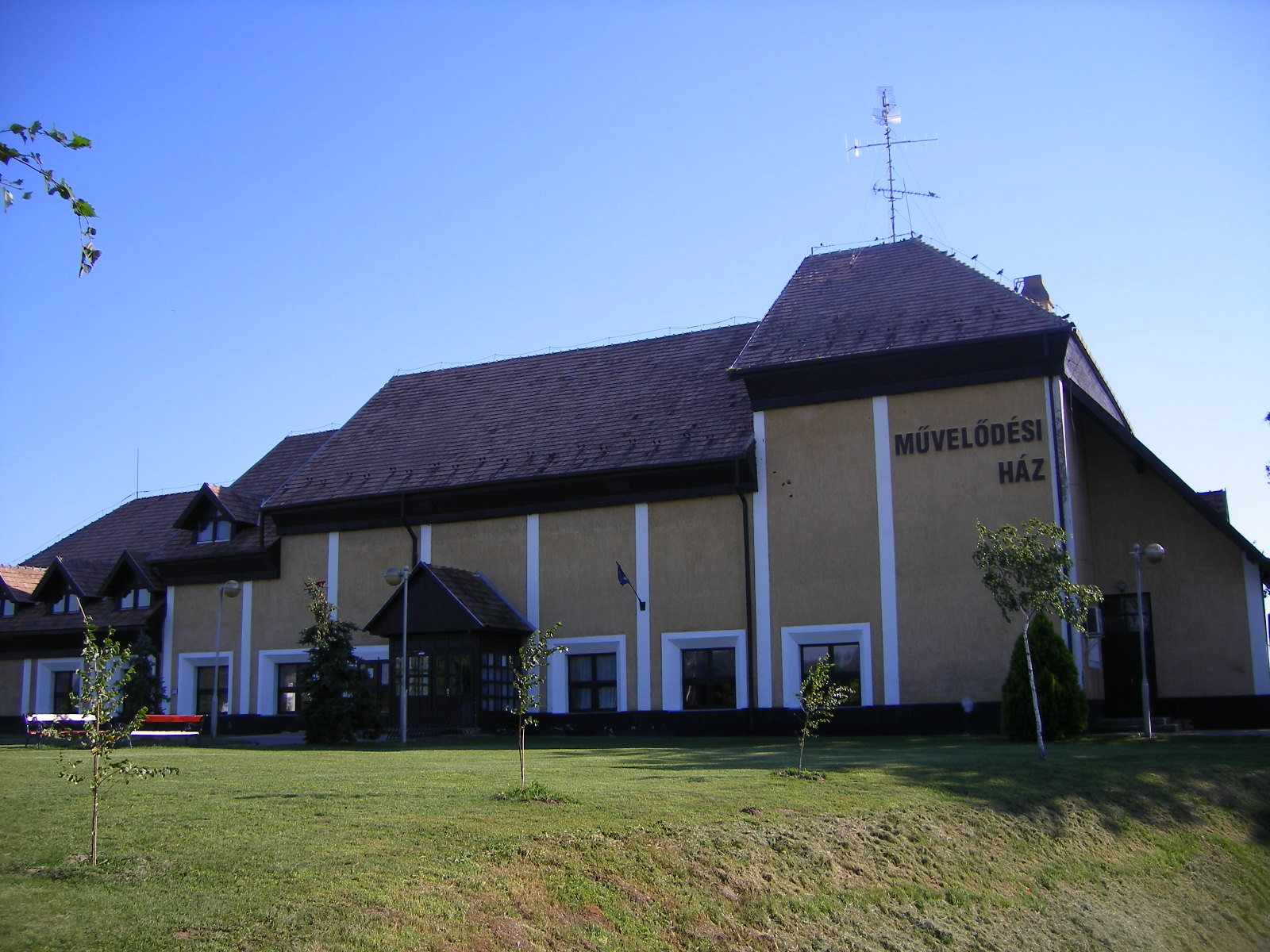
Művelődési ház
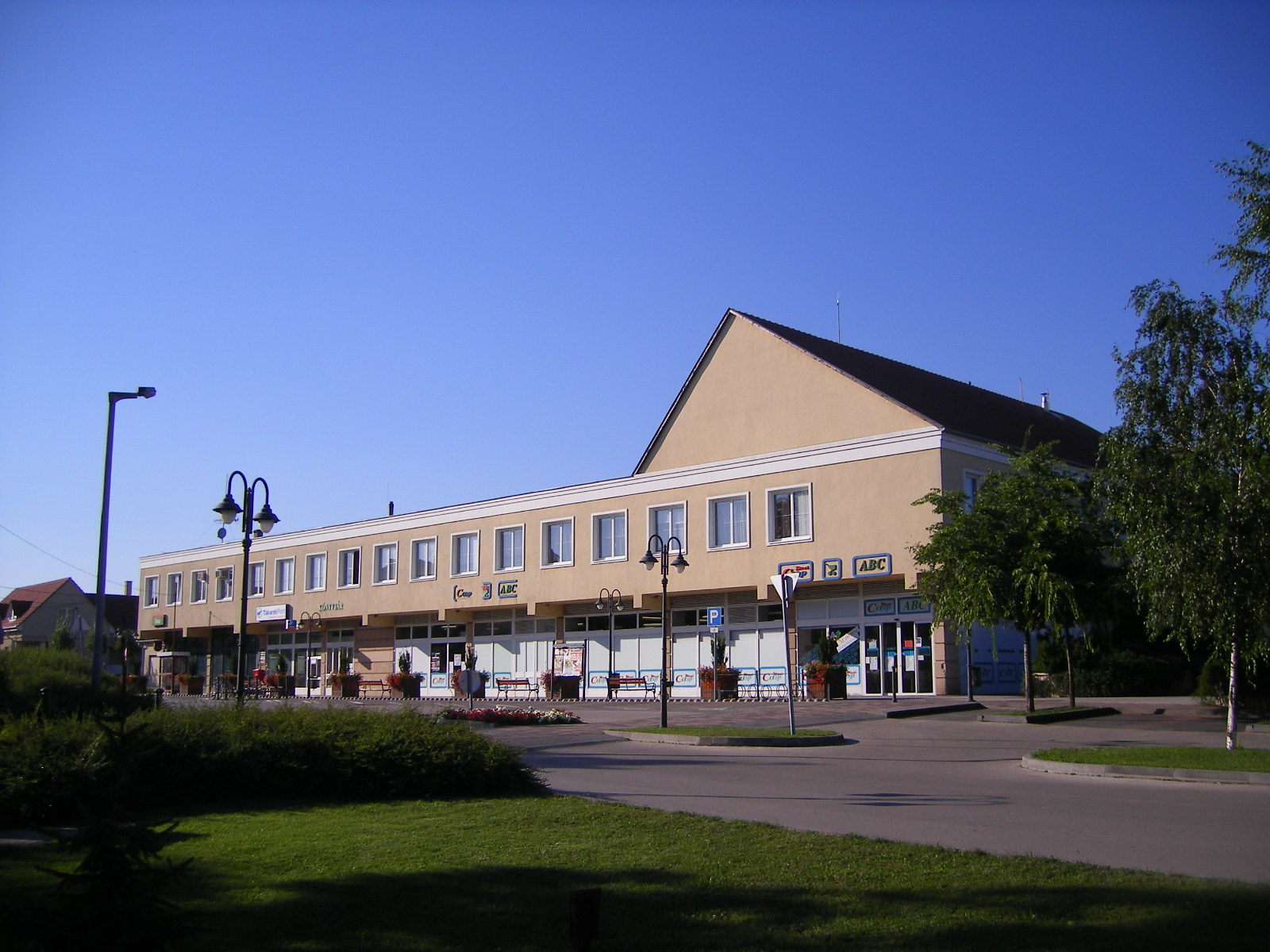
Hősök tere
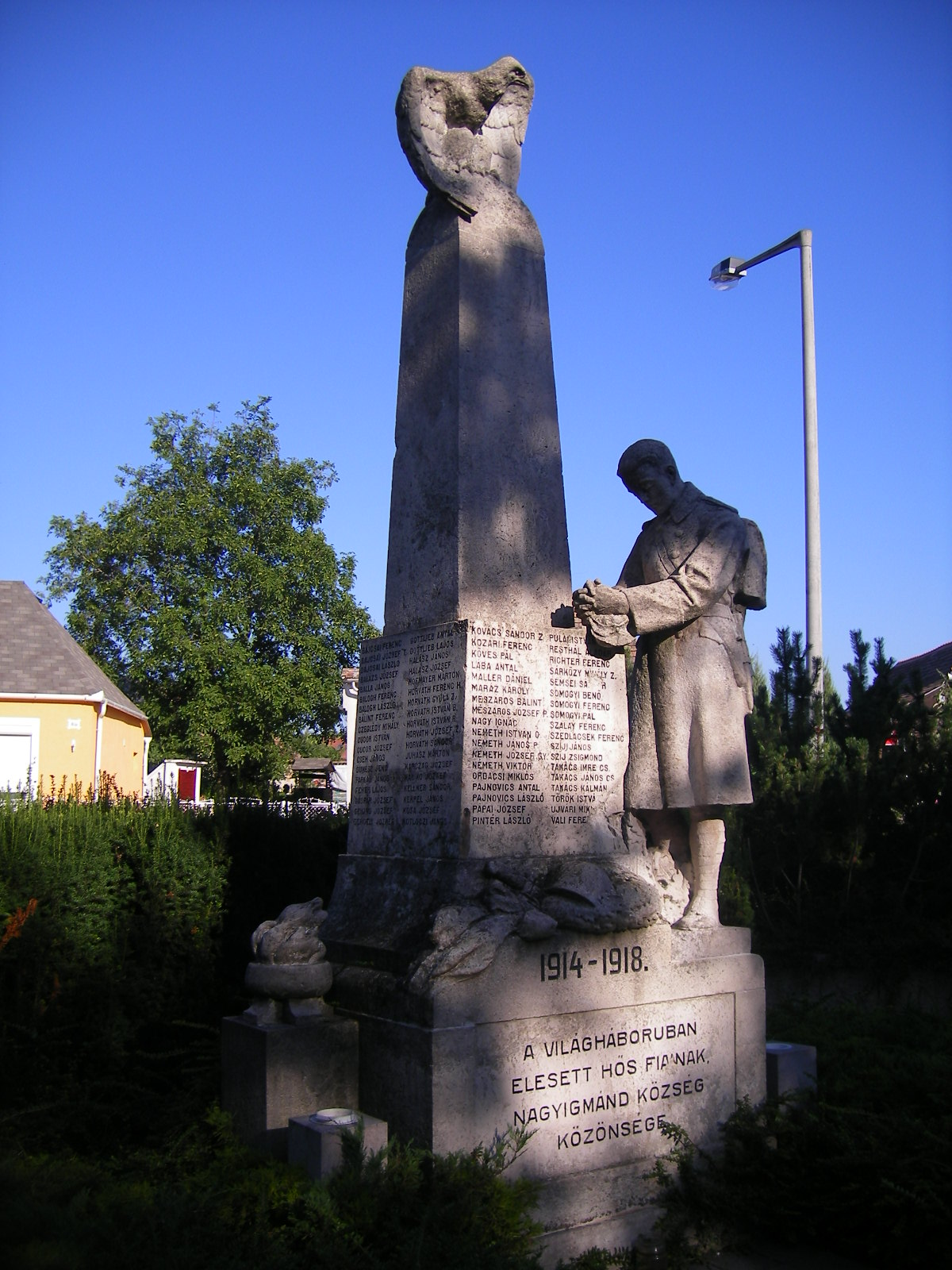
Világháborús emlékmű
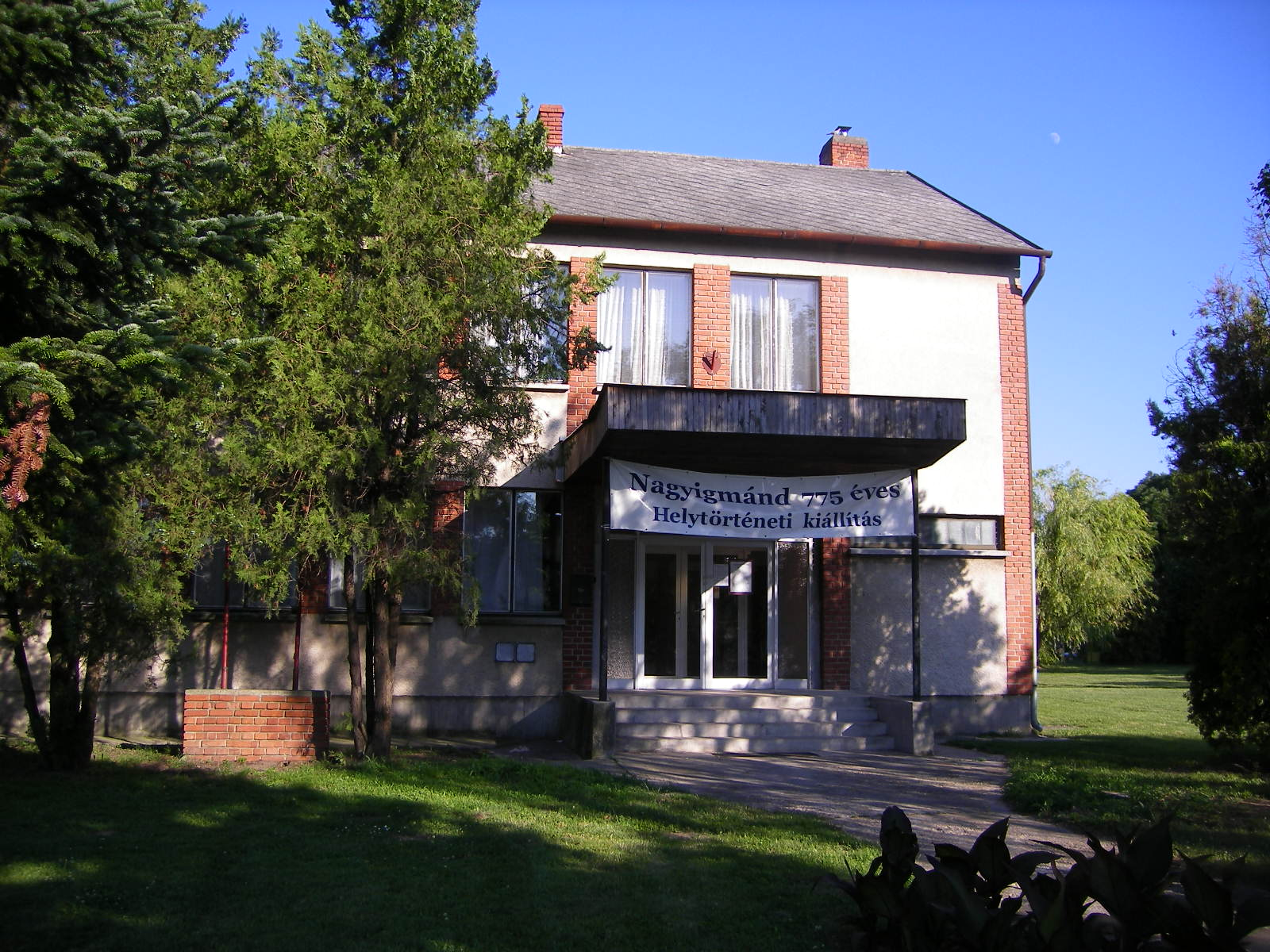
Helytörténeti kiállítás
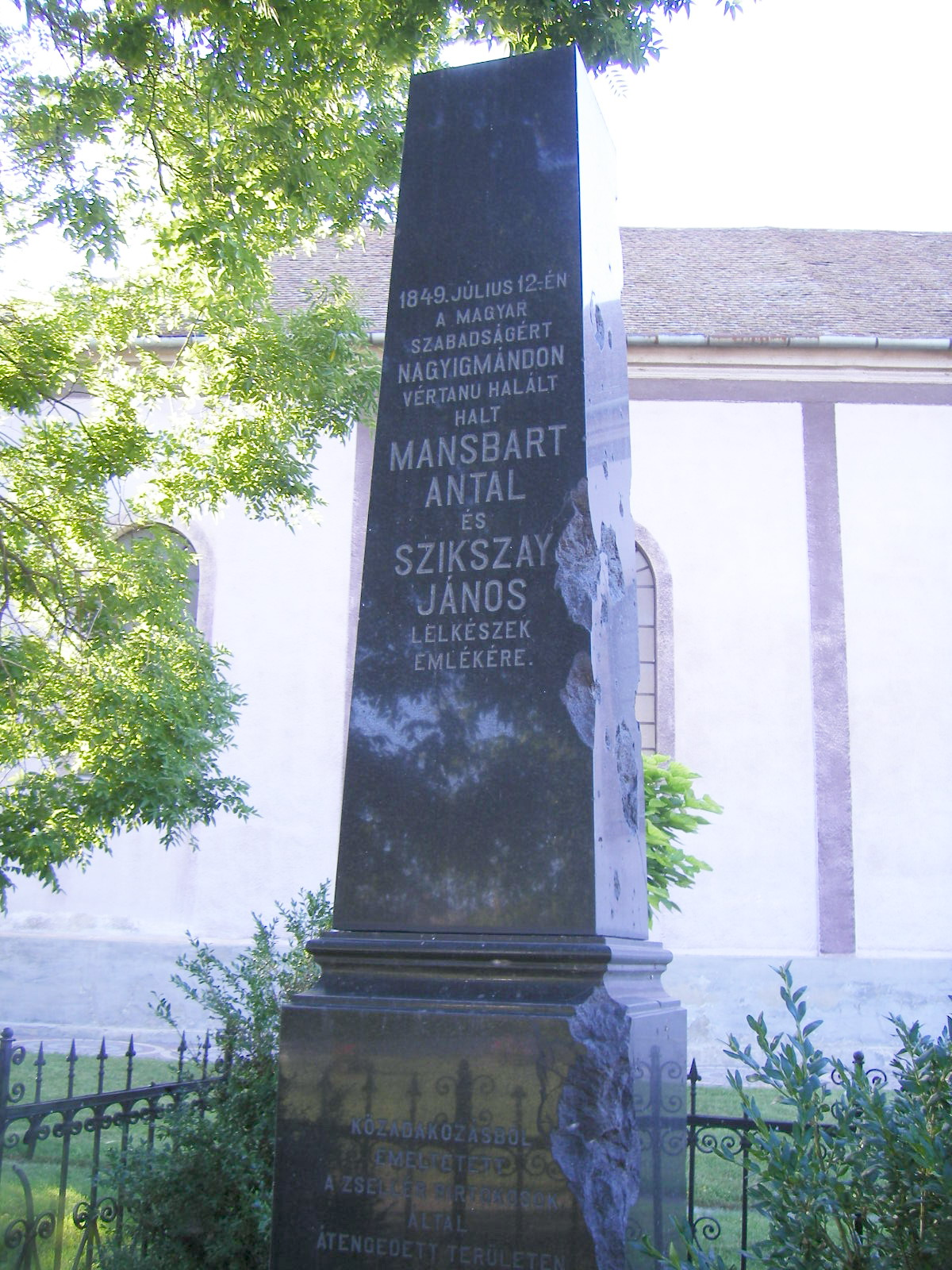
A vértanú lelkészek emlékműve
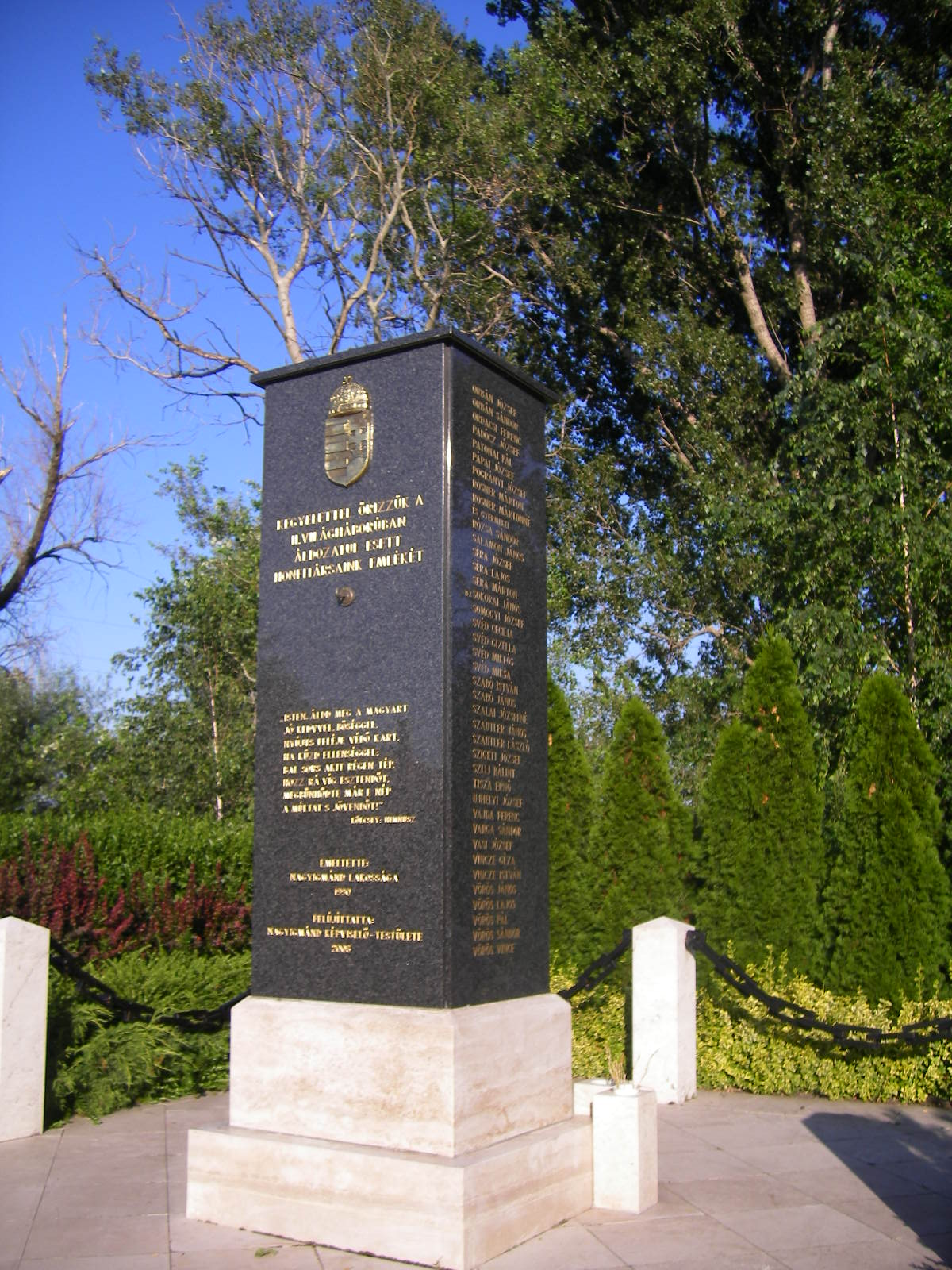
Második világháborús emlékmű
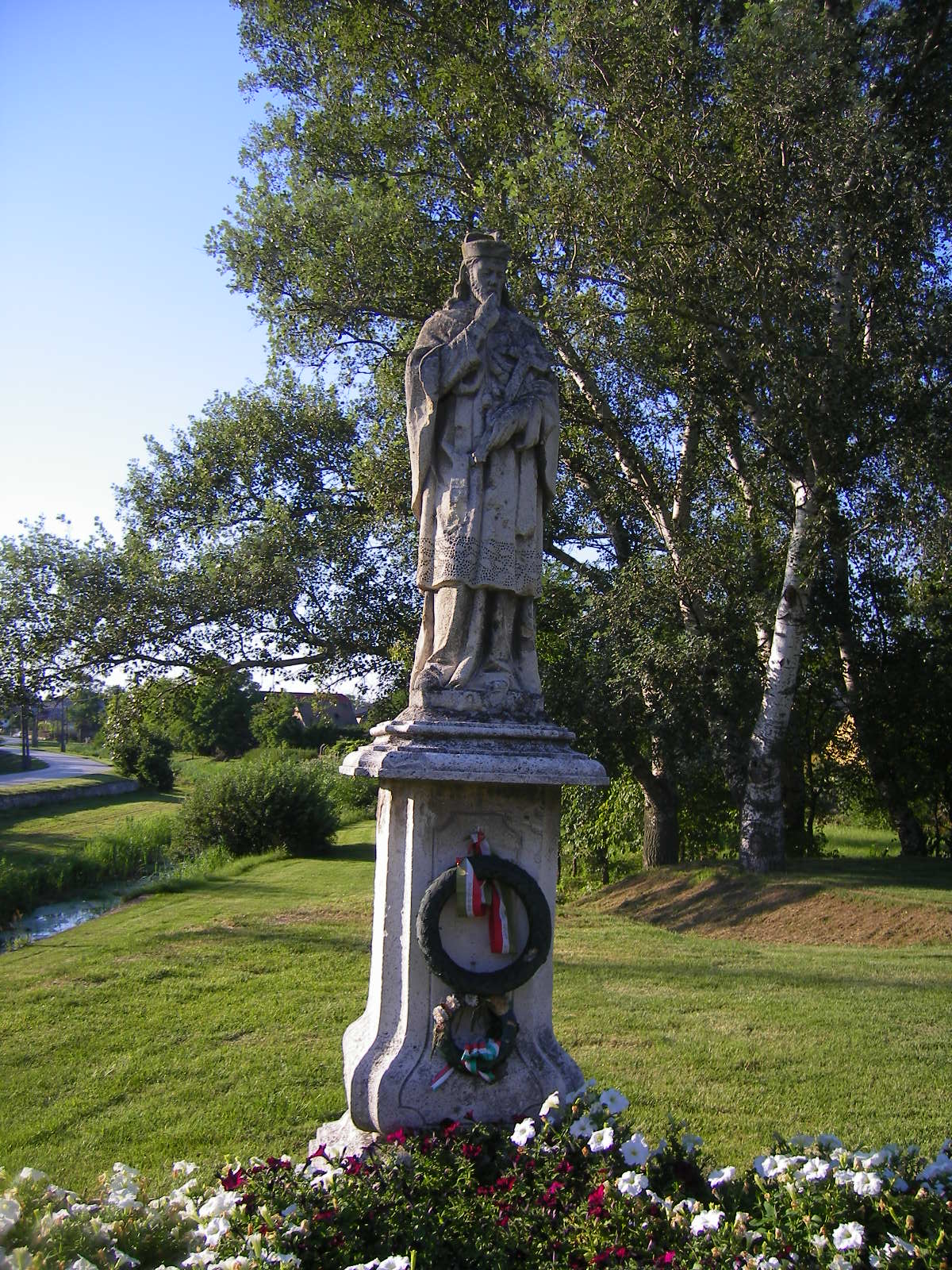
Nepomuki Szent János szobra
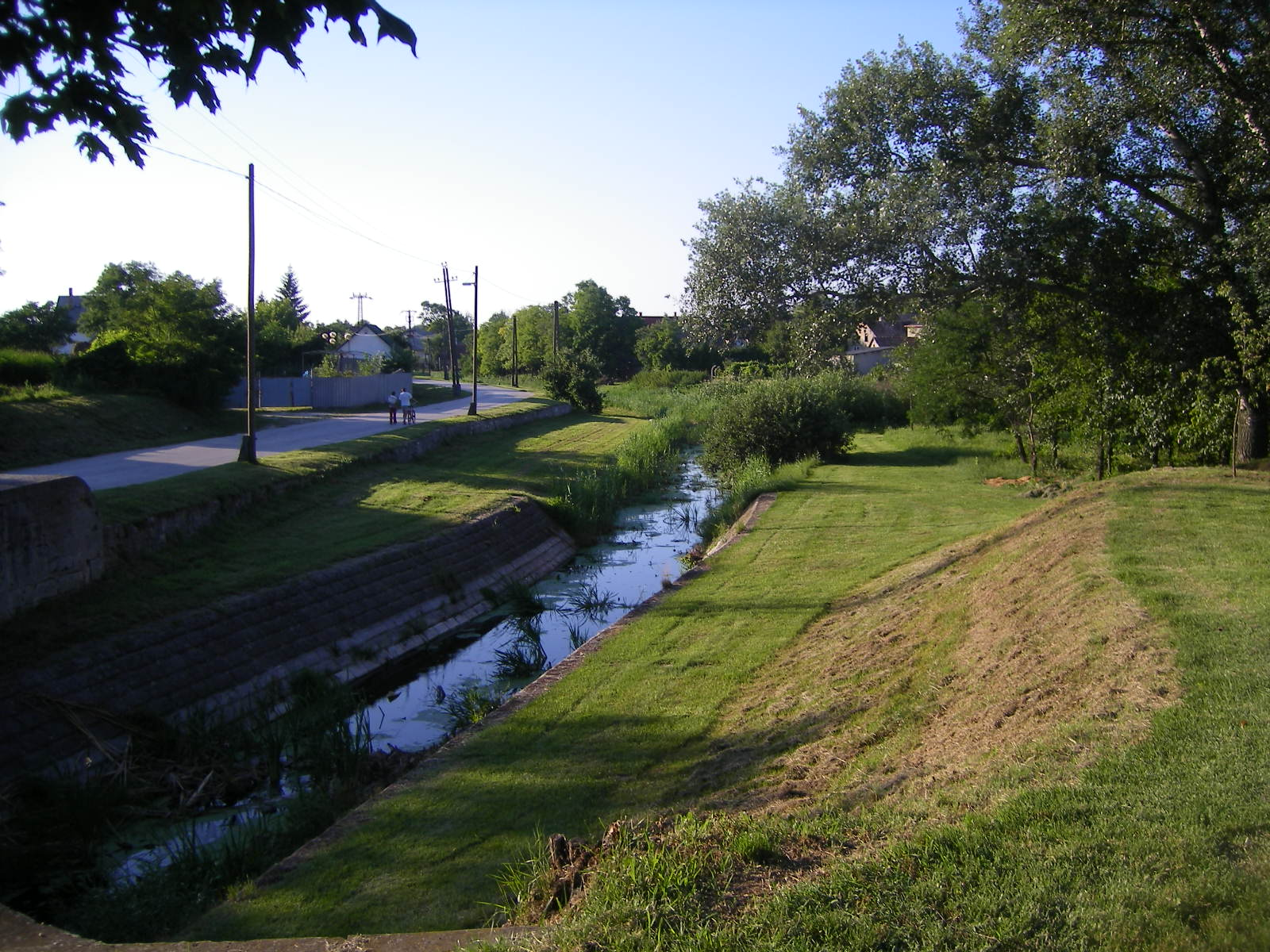
A Szendi ér
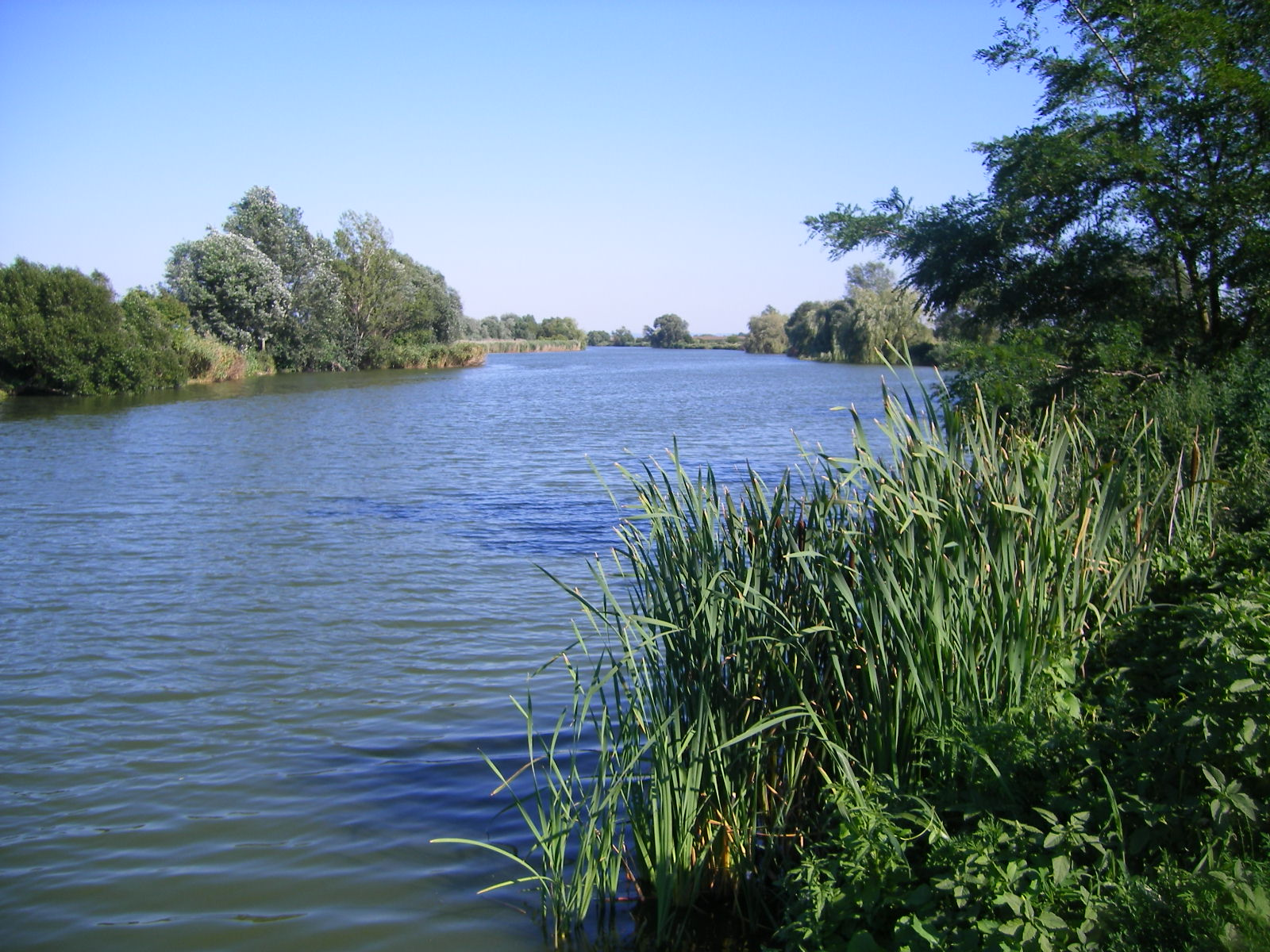
Halastavak Nagyigmánd határában
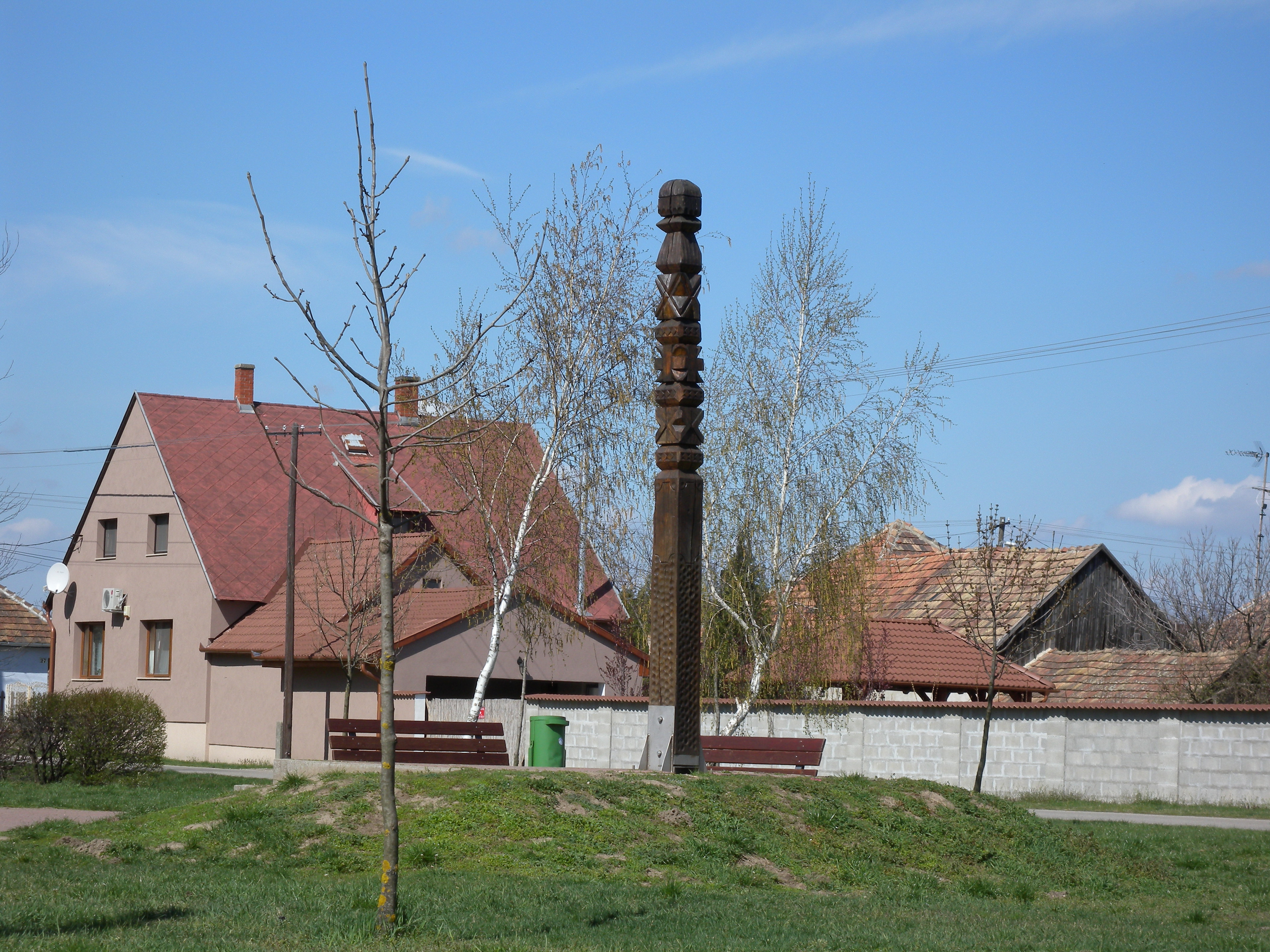
Kopjafa

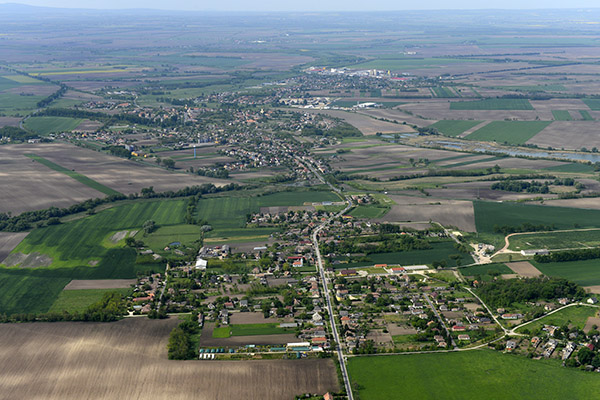
Nagyigmánd látképe légifelvételen
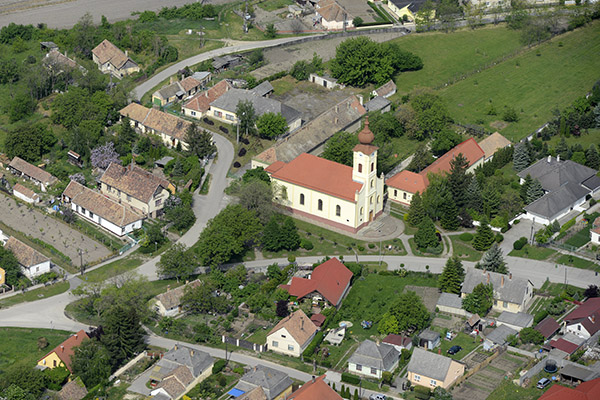
Nagyigmánd, református templom légi fotón
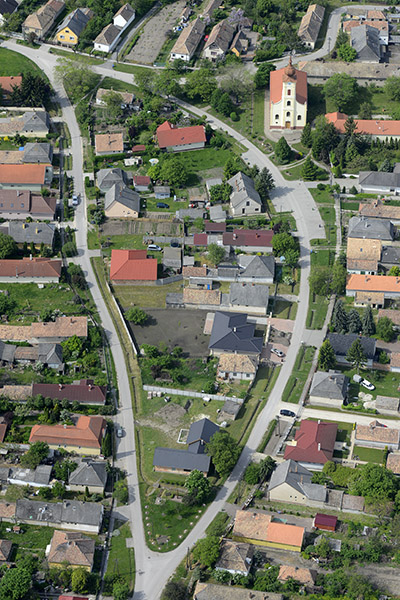
Nagyigmánd nagyközség madártávlatból
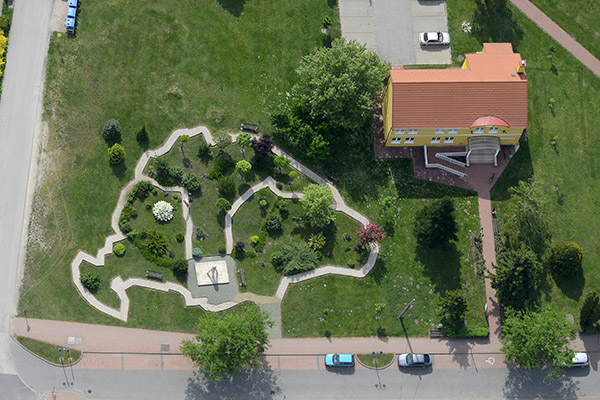
Nagyigmánd, Magyarok Parkja

## Külső hivatkozások
- Nagyigmánd Önkormányzatának honlapja
- Nagyigmánd az utazom.com honlapján